# 1992-es labdarúgó-Európa-bajnokság (selejtező – 1. csoport)
Az 1992-es labdarúgó-Európa-bajnokság selejtezőjének 1. csoportjának mérkőzéseit tartalmazó lapja. A csoportban Albánia, Csehszlovákia, Franciaország, Izland és Spanyolország szerepelt. A csapatok körmérkőzéses, oda-visszavágós rendszerben játszottak egymással.
A csoportelső Franciaország kijutott az 1992-es labdarúgó-Európa-bajnokságra.

## Tabella
| Hely. | Csapat        | M | Gy | D | V | G+ | G– | Gk  | P  | Továbbjutás                            |     | Franciaország | Csehszlovákia | Spanyolország | Izland | Albánia |
| ----- | ------------- | - | -- | - | - | -- | -- | --- | -- | -------------------------------------- | --- | ------------- | ------------- | ------------- | ------ | ------- |
| 1.    | Franciaország | 8 | 8  | 0 | 0 | 20 | 6  | +14 | 16 | Kijutott az 1992-es Európa-bajnokságra |     | —             | 2–1           | 3–1           | 3–1    | 5–0     |
| 2.    | Csehszlovákia | 8 | 5  | 0 | 3 | 12 | 9  | +3  | 10 |                                        |     | 1–2           | —             | 3–2           | 1–0    | 2–1     |
| 3.    | Spanyolország | 7 | 3  | 0 | 4 | 17 | 12 | +5  | 6  |                                        | 1–2 | 2–1           | —             | 2–1           | 9–0    |         |
| 4.    | Izland        | 8 | 2  | 0 | 6 | 7  | 10 | −3  | 4  |                                        | 1–2 | 0–1           | 2–0           | —             | 2–0    |         |
| 5.    | Albánia       | 7 | 1  | 0 | 6 | 2  | 21 | −19 | 2  |                                        | 0–1 | 0–2           | törölve       | 1–0           | —      |         |

1. ↑  A mérkőzés az Albániában uralkodó politikai helyzet miatt elmaradt. A mérkőzés időpontjáig mindkét ország kiesett.[1]

## Mérkőzések
Az időpontok helyi idő szerint értendők.
| 1990. május 30. 20:00 |

| Izland                        | 2–0               | Albánia |
| ----------------------------- | ----------------- | ------- |
| Gudjohnsen 41' Edvaldsson 82' | (1–0) Jegyzőkönyv |         |

| Laugardalsvöllur, Reykjavík Nézőszám: 5250 Játékvezető: Frederick McKnight (északír) |

| 1990. szeptember 5. 18:30 |

| Izland         | 1–2               | Franciaország         |
| -------------- | ----------------- | --------------------- |
| Edvaldsson 85' | (0–1) Jegyzőkönyv | Papin 12' Cantona 74' |

| Laugardalsvöllur, Reykjavík Nézőszám: 8388 Játékvezető: David Syme (skót) |

| 1990. szeptember 26. 17:00 |

| Csehszlovákia | 1–0               | Izland |
| ------------- | ----------------- | ------ |
| Daněk 43'     | (1–0) Jegyzőkönyv |        |

| Všešportový Areál Stadium, Kassa Nézőszám: 35 247 Játékvezető: Todor Kolev (bolgár) |

| 1990. október 10. 20:30 |

| Spanyolország            | 2–1               | Izland      |
| ------------------------ | ----------------- | ----------- |
| Butragueño 44' Muñoz 63' | (1–0) Jegyzőkönyv | Jónsson 66' |

| Estadio Benito Villamarín, Sevilla Nézőszám: 18 399 Játékvezető: Victor Mintoff (máltai) |

| 1990. október 13. 20:45 |

| Franciaország | 2–1               | Csehszlovákia |
| ------------- | ----------------- | ------------- |
| Papin 60' 83' | (0–0) Jegyzőkönyv | Skuhravý 89'  |

| Parc des Princes, Párizs Nézőszám: 38 249 Játékvezető: George Courtney (angol) |

| 1990. november 14. 18:00 |

| Csehszlovákia              | 3–2               | Spanyolország         |
| -------------------------- | ----------------- | --------------------- |
| Daněk 16' 67' Moravčík 77' | (1–1) Jegyzőkönyv | Roberto 30' Muñoz 54' |

| Evžena Rošického Stadium, Prága Nézőszám: 17 773 Játékvezető: Karl-Heinz Tritschler (német) |

| 1990. november 17. 14:00 |

| Albánia | 0–1               | Franciaország |
| ------- | ----------------- | ------------- |
|         | (0–1) Jegyzőkönyv | Boli 25'      |

| Qemal Stafa Stadium, Tirana Nézőszám: 12 972 Játékvezető: Bruno Galler (svájci) |

| 1990. december 19. 20:30 |

| Spanyolország                                                           | 9–0               | Albánia |
| ----------------------------------------------------------------------- | ----------------- | ------- |
| Amor 21' Muñoz 24' 65' Butragueño 31' 57' 68' 88' Hierro 40' Bakero 76' | (4–0) Jegyzőkönyv |         |

| Benito Villamarín, Sevilla Nézőszám: 12 625 Játékvezető: Alphonse Costantin (belga) |

| 1991. február 20. 20:45 |

| Franciaország                  | 3–1               | Spanyolország |
| ------------------------------ | ----------------- | ------------- |
| Sauzée 14' Papin 58' Blanc 76' | (1–1) Jegyzőkönyv | Bakero 10'    |

| Parc des Princes, Párizs Nézőszám: 41 474 Játékvezető: Tullio Lanese (olasz) |

| 1991. március 30. 20:45 |

| Franciaország                                  | 5–0               | Albánia |
| ---------------------------------------------- | ----------------- | ------- |
| Sauzée 1' 9' Papin 33' 42' Zmijani 81' (öngól) | (4–0) Jegyzőkönyv |         |

| Parc des Princes, Párizs Nézőszám: 24 181 Játékvezető: Einar Halle (norvég) |

| 1991. május 1. 16:30 |

| Albánia | 0–2               | Csehszlovákia      |
| ------- | ----------------- | ------------------ |
|         | (0–0) Jegyzőkönyv | Kubík 47' Kuka 66' |

| Qemal Stafa Stadium, Tirana Nézőszám: 4205 Játékvezető: Carlo Longhi (olasz) |

| 1991. május 26. 17:00 |

| Albánia   | 1–0               | Izland |
| --------- | ----------------- | ------ |
| Abazi 65' | (0–0) Jegyzőkönyv |        |

| Qemal Stafa Stadium, Tirana Nézőszám: 2349 Játékvezető: Varga Sándor (magyar) |

| 1991. június 5. 20:00 |

| Izland | 0–1               | Csehszlovákia |
| ------ | ----------------- | ------------- |
|        | (0–1) Jegyzőkönyv | Hašek 15'     |

| Laugardalsvöllur, Reykjavík Nézőszám: 5050 Játékvezető: John Spillane (ír) |

| 1991. szeptember 4. 18:30 |

| Csehszlovákia | 1–2               | Franciaország |
| ------------- | ----------------- | ------------- |
| Němeček 19'   | (1–0) Jegyzőkönyv | Papin 53' 89' |

| Tehelné Pole Stadium, Pozsony Nézőszám: 44 884 Játékvezető: Peter Mikkelsen (dán) |

| 1991. szeptember 25. 17:15 |

| Izland                       | 2–0               | Spanyolország |
| ---------------------------- | ----------------- | ------------- |
| Örlygsson 71' Sverrisson 79' | (0–0) Jegyzőkönyv |               |

| Laugardalsvöllur, Reykjavík Nézőszám: 3848 Játékvezető: Cornelius Bakker (holland) |

| 1991. október 12. 20:30 |

| Spanyolország | 1–2               | Franciaország           |
| ------------- | ----------------- | ----------------------- |
| Abelardo 33'  | (1–2) Jegyzőkönyv | Fernández 12' Papin 15' |

| Benito Villamarín, Sevilla Nézőszám: 9399 Játékvezető: Hubert Forstinger (osztrák) |

| 1991. október 16. 15:00 |

| Csehszlovákia      | 2–1               | Albánia     |
| ------------------ | ----------------- | ----------- |
| Kuka 35' Lancz 39' | (2–0) Jegyzőkönyv | Zmijani 60' |

| Andruv Stadium, Olomouc Nézőszám: 2366 Játékvezető: Michal Listkiewicz (lengyel) |

| 1991. november 13. 20:30 |

| Spanyolország           | 2–1               | Csehszlovákia |
| ----------------------- | ----------------- | ------------- |
| Abelardo 10' Michel 78' | (1–0) Jegyzőkönyv | Němeček 60'   |

| Estadio Ramón Sánchez Pizjuán, Sevilla Nézőszám: 8691 Játékvezető: Kurt Röthlisberger (svájci) |

| 1991. november 20. 20:45 |

| Franciaország             | 3–1               | Izland         |
| ------------------------- | ----------------- | -------------- |
| Simba 41' Cantona 59' 67' | (1–0) Jegyzőkönyv | Sverrisson 70' |

| Parc des Princes, Párizs Nézőszám: 27 393 Játékvezető: Erik Fredriksson (svéd) |

| 1991. december 18. 14:00 |

| Albánia | törölve     | Spanyolország |
| ------- | ----------- | ------------- |
|         | Jegyzőkönyv |               |

| Qemal Stafa Stadium, Tirana Játékvezető: Roger Philippi (luxemburgi) |